# Формула-1 — Гран-прі Малайзії 2005

Схема траси Міжнародного автодрому Сепанг

Гран-прі Малайзії 2005 (офіційно — 2005 Formula 1 Petronas Malaysian Grand Prix) — автоперегони чемпіонату світу з Формули-1, які відбулися 20 березня 2005 року на Міжнародному автодромі Сепанг у Сепангу, Селангор, Малайзія. Це другий етап Чемпіонату світу 2005 і сьоме Гран-прі Малайзії в історії Формули-1.
Переможцем гонки став іспанець Фернандо Алонсу (Renault), який стартував з поул-позиції. Друге місце посів Ярно Труллі (Toyota), а третє — Нік Хайдфельд (Williams-BMW). Для Алонсо ця перемога стала першою з Гран-прі Угорщини 2003 і зробила його першим іспанцем, який очолив особистий залік чемпіонату Формули-1.
Гонка стала першим подіумом для Toyota у Формулі-1 і першим подіумом для азійського конструктора з Гран-прі США 1968, коли Джон Сертіс фінішував третім за Honda. Також ця гонка завершила серію Ferrari з 22 поспіль подіумів, яка розпочалася на Гран-прі Італії 2003.
Ця гонка відзначила 200-й Гран-прі для Рубенса Баррікелло.

## Звіт

### Передумови
Після Гран-прі Австралії Джанкарло Фізікеллу лідирував в особистому заліку з перевагою у два очки над Рубенсом Баррікелло та чотири очки над Фернандо Алонсу. У Кубку конструкторів Renault випереджали Ferrari на вісім очок і Red Bull на дев’ять очок.
У команді BAR після вільних практик у п’ятницю Такумі Сато захворів на лихоманку, і лікарі порадили йому не брати участь у гонці. Починаючи з суботніх практик, другий болід було довірено третьому пілоту Ентоні Девідсону. Для Девідсона це був перший старт у Гран-прі з Гран-прі Бельгії 2002.

### Перегони
На старті Фернандо Алонсу та Ярно Труллі вдалося зберегти свої позиції на стартовій решітці, за ними йшли Джанкарло Фізікеллу та Марк Веббер. Позаду Нік Хайдфельд обійшов обидва боліди Red Bull і опинився за Кімі Ряйкконеном.
На початку другого кола Дженсон Баттон атакував Ряйкконена на старт-фінішній прямій і обійшов його, але одразу зійшов через поломку двигуна. Того ж моменту Патрік Фрісахер на Minardi вилетів у першому повороті та також завершив гонку. Подібна доля спіткала другий двигун Honda у боліді Ентоні Девідсона, що спричинило невелику пожежу.
На 23-му колі Ряйкконен, який на той момент був шостим, зазнав проколу шини й втратив усі шанси на перемогу. Через три кола Жак Вільнев вилетів у першому повороті, ставши четвертим пілотом, який зійшов. Через шість кіл Ральф Шумахер і Веббер зіткнулися на головній прямій, але серйозних пошкоджень боліди не зазнали. За дев’ятнадцять кіл до фінішу, в останньому повороті, Веббер намагався обійти Фізікеллу ззовні за третє місце, але вони зіткнулися: болід італійця опинився над австралійцем, і обидва зійшли. Цим скористався Хайдфельд, який посів третє місце.
Фернандо Алонсу впевнено виграв гонку, випередивши Труллі та Хайдфельда. Для Алонсо це була друга перемога в кар’єрі. Для Хайдфельда це був другий подіум і перший з Гран-прі Бразилії 2001.

## Треті пілоти (п’ятниця)
Шість команд, що посіли найнижчі місця в Кубку конструкторів 2004, мали право виставити третій болід під час вільних заїздів у п’ятницю. Ці пілоти брали участь у п’ятничних практиках, але не змагалися в кваліфікації чи гонці.
| Конструктор       | №  | Пілот             |
| ----------------- | -- | ----------------- |
| McLaren-Mercedes  | 35 | Педро де ла Роса  |
| Sauber-Petronas   |    | —                 |
| Red Bull-Cosworth | 37 | Вітантоніо Ліуцці |
| Toyota            | 38 | Рікардо Зонта     |
| Jordan-Toyota     | 39 | Роберт Дорнбос    |
| Minardi-Cosworth  |    | —                 |

## Класифікація

### Кваліфікація
Кваліфікація відбулася 19 березня 2005 року о 14:00 за місцевим часом (UTC+8) і визначила стартову сітку гонки.
| Поз.     | №  | Пілот               | Конструктор       | Q1       | Q2       | Сума     | Відст.  | Старт |
| -------- | -- | ------------------- | ----------------- | -------- | -------- | -------- | ------- | ----- |
| 1        | 5  | Фернандо Алонсо     | Renault           | 1:32.582 | 1:35.090 | 3:07.672 |         | 1     |
| 2        | 16 | Ярно Труллі         | Toyota            | 1:32.672 | 1:35.253 | 3:07.925 | +0.253  | 2     |
| 3        | 6  | Джанкарло Фізікелла | Renault           | 1:32.765 | 1:35.683 | 3:08.448 | +0.776  | 3     |
| 4        | 7  | Марк Веббер         | Williams-BMW      | 1:33.204 | 1:35.700 | 3:08.904 | +1.232  | 4     |
| 5        | 17 | Ральф Шумахер       | Toyota            | 1:33.106 | 1:35.901 | 3:09.007 | +1.335  | 5     |
| 6        | 9  | Кімі Ряйкконен      | McLaren-Mercedes  | 1:32.839 | 1:36.644 | 3:09.483 | +1.811  | 6     |
| 7        | 15 | Крістіан Клін       | Red Bull-Cosworth | 1:33.724 | 1:35.865 | 3:09.589 | +1.917  | 7     |
| 8        | 14 | Девід Култхард      | Red Bull-Cosworth | 1:33.809 | 1:35.891 | 3:09.700 | +2.028  | 8     |
| 9        | 3  | Дженсон Баттон      | BAR-Honda         | 1:33.616 | 1:36.216 | 3:09.832 | +2.160  | 9     |
| 10       | 8  | Нік Хайдфельд       | Williams-BMW      | 1:33.464 | 1:36.453 | 3:09.917 | +2.245  | 10    |
| 11       | 10 | Хуан Пабло Монтойя  | McLaren-Mercedes  | 1:33.333 | 1:36.757 | 3:10.090 | +2.418  | 11    |
| 12       | 2  | Рубенс Баррікелло   | Ferrari           | 1:34.162 | 1:37.340 | 3:11.502 | +3.830  | 12    |
| 13       | 1  | Міхаель Шумахер     | Ferrari           | 1:34.072 | 1:37.561 | 3:11.633 | +3.961  | 13    |
| 14       | 12 | Феліпе Масса        | Sauber-Petronas   | 1:34.151 | 1:37.733 | 3:11.884 | +4.212  | 14    |
| 15       | 4  | Ентоні Девідсон     | BAR-Honda         | 1:34.866 | 1:37.024 | 3:11.890 | +4.218  | 15    |
| 16       | 11 | Жак Вільнев         | Sauber-Petronas   | 1:34.887 | 1:38.108 | 3:12.995 | +5.323  | 16    |
| 17       | 19 | Нараїн Картікеян    | Jordan-Toyota     | 1:37.806 | 1:39.850 | 3:17.656 | +9.984  | 17    |
| 18       | 18 | Тіаго Монтейру      | Jordan-Toyota     | 1:37.856 | 1:40.106 | 3:17.962 | +10.290 | 18    |
| 19       | 20 | Патрік Фрісахер     | Minardi-Cosworth  | 1:39.268 | 1:41.918 | 3:21.186 | +13.514 | 201   |
| 20       | 21 | Крістіян Альберс    | Minardi-Cosworth  | 1:40.432 | 1:42.569 | 3:23.001 | +15.329 | 19    |
| Джерела: |    |                     |                   |          |          |          |         |       |

Примітки
- ↑  – Патрік Фрісахер отримав штраф у 10 позицій на стартовій решітці за заміну двигуна.

### Перегони
Гонка відбулася 20 березня 2005 року о 15:00 за місцевим часом (UTC+8) і тривала 56 кіл.
| Поз.     | №  | Пілот               | Конструктор       | Шини | Кола | Час/Схід    | Старт | Очки |
| -------- | -- | ------------------- | ----------------- | ---- | ---- | ----------- | ----- | ---- |
| 1        | 5  | Фернандо Алонсо     | Renault           | M    | 56   | 1:31:33.736 | 1     | 10   |
| 2        | 16 | Ярно Труллі         | Toyota            | M    | 56   | +24.327     | 2     | 8    |
| 3        | 8  | Нік Хайдфельд       | Williams-BMW      | M    | 56   | +32.188     | 10    | 6    |
| 4        | 10 | Хуан Пабло Монтойя  | McLaren-Mercedes  | M    | 56   | +41.631     | 11    | 5    |
| 5        | 17 | Ральф Шумахер       | Toyota            | M    | 56   | +51.854     | 5     | 4    |
| 6        | 14 | Девід Култхард      | Red Bull-Cosworth | M    | 56   | +1:12.543   | 8     | 3    |
| 7        | 1  | Міхаель Шумахер     | Ferrari           | B    | 56   | +1:19.988   | 13    | 2    |
| 8        | 15 | Крістіан Клін       | Red Bull-Cosworth | M    | 56   | +1:20.835   | 7     | 1    |
| 9        | 9  | Кімі Ряйкконен      | McLaren-Mercedes  | M    | 56   | +1:21.580   | 6     |      |
| 10       | 12 | Феліпе Масса        | Sauber-Petronas   | M    | 55   | +1 коло     | 14    |      |
| 11       | 19 | Нараїн Картікеян    | Jordan-Toyota     | B    | 54   | +2 кола     | 17    |      |
| 12       | 18 | Тіаго Монтейру      | Jordan-Toyota     | B    | 53   | +3 кола     | 18    |      |
| 13       | 21 | Крістіян Альберс    | Minardi-Cosworth  | B    | 52   | +4 кола     | 19    |      |
| Схід     | 2  | Рубенс Баррікелло   | Ferrari           | B    | 49   | Керування   | 12    |      |
| Схід     | 6  | Джанкарло Фізікелла | Renault           | M    | 36   | Зіткнення   | 3     |      |
| Схід     | 7  | Марк Веббер         | Williams-BMW      | M    | 36   | Зіткнення   | 4     |      |
| Схід     | 11 | Жак Вільнев         | Sauber-Petronas   | M    | 26   | Розворот    | 16    |      |
| Схід     | 3  | Дженсон Баттон      | BAR-Honda         | M    | 2    | Двигун      | 9     |      |
| Схід     | 4  | Ентоні Девідсон     | BAR-Honda         | M    | 2    | Двигун      | 15    |      |
| Схід     | 20 | Патрік Фрісахер     | Minardi-Cosworth  | B    | 2    | Розворот    | 20    |      |
| Джерела: |    |                     |                   |      |      |             |       |      |

## Положення в чемпіонаті після Гран-прі
|          | Поз. | Пілот               | Очки |
| -------- | ---- | ------------------- | ---- |
| 2        | 1    | Фернандо Алонсо     | 16   |
| 1        | 2    | Джанкарло Фізікелла | 10   |
| 1        | 3    | Рубенс Баррікелло   | 8    |
| 5        | 4    | Ярно Труллі         | 8    |
| 1        | 5    | Девід Култхард      | 8    |
| Джерело: |      |                     |      |

|          | Поз. | Конструктор       | Очки |
| -------- | ---- | ----------------- | ---- |
|          | 1    | Renault           | 26   |
| 4        | 2    | Toyota            | 12   |
|          | 3    | Red Bull-Cosworth | 11   |
| 2        | 4    | Ferrari           | 10   |
|          | 5    | Williams-BMW      | 10   |
| Джерело: |      |                   |      |

- Примітка: Тільки 5 позицій включені в обидві таблиці. Повну турнірну таблицю сезону дивіться в Формула-1 — Чемпіонат 2005#Результати та положення в заліках